# Josef Klehr
Josef Klehr (Langenau, 17 ottobre 1904 – Leiferde, 23 agosto 1988) è stato un militare tedesco SS-Oberscharführer, supervisore in diversi campi di concentramento nazisti e capo del commando di disinfezione delle SS nel campo di concentramento di Auschwitz.

## La vita
Klehr è figlio di un insegnante. Dopo aver frequentato la Volksschule di Wołów fino al 1918, ottenne un apprendistato presso un ebanista, superando nel 1921 l'esame che gli consentì di farlo per mestiere. Dal 1934 lavorò come portiere di notte in una casa comunitaria, poi in seguito come infermiere in un sanatorio. Dal 1938 fu assistente del sergente nel carcere di Wołów.
Klehr era membro del partito nazista e dell'Allgemeine-SS dal 1932. Ha partecipato alle esercitazioni militari con la Wehrmacht e ha ricevuto la formazione per diventare medico. Poco prima dell'inizio della guerra fu arruolato nelle Waffen-SS. Nell'agosto 1939 fu trasferito nel campo di concentramento di Buchenwald come guardia, un anno dopo nel campo di concentramento di Dachau come infermiere medico. Nel gennaio 1941 fu promosso SS- Unterscharführer e trasferito ad Auschwitz, lavorando come infermiere medico nell'infermeria dei prigionieri.
Klehr era rinomato per l'uccisione mediante iniezioni di fenolo al cuore, pratica che essenzialmente prese il sopravvento nel 1942. Escogitò diversi modi per ottimizzare la velocità del processo di uccisione, tra cui anche il posizionamento dei prigionieri prima della loro iniezione. Klehr di tanto in tanto effettuava personalmente delle selezioni e, quando veniva informato che il medico del campo non era disponibile, dichiarava immediatamente: "Oggi sono il medico del campo". A causa di varie sue descrizioni in piedi su uno sfondo di cadaveri "indossando un camice bianco" o "un grembiule di gomma rosa e guanti di gomma" e "con in mano un ipodermico da 20 cc con un lungo ago" nelle sue mani, Klehr è stato descritto come "l'ultima caricatura dell'onnipotente dottore di Auschwitz". Era famoso per la sua sadica crudeltà.

Come racconta Witold Pilecki, che aveva conoscenza di prima mano delle operazioni di Klehr ad Auschwitz: 
Nel 1943 Klehr divenne capo della squadra di disinfezione (Desinfektionskommando). Come supervisore per lo Zyklon B, i suoi compiti includevano non solo lo smantellamento di alloggi e vestiario, ma prevedeva il coinvolgimento diretto nella gasazione di massa dei prigionieri: era infatti uno dei responsabili dell'uso del gas. Era presente durante le selezioni in cui gli inabili al lavoro venivano inviati alle camere a gas, e redigeva un programma su chi sotto di lui doveva usare lo Zyklon B.
Il 20 aprile 1943 Klehr ricevette la seconda classe della Croce al merito di guerra con spade. Fu trasferito nel sottocampo di Gleiwitz nel 1944 dove era a capo dell'ospedale dei prigionieri ed era responsabile medico dei campi di Glewitz dal I al IV.

## Dopo la guerra
Dopo l'evacuazione di Auschwitz, Klehr fece la guardia ai prigionieri che venivano trasportati al campo di concentramento di Gross-Rosen, dopo di che fu al comando di un'unità di combattimento delle SS. All'inizio di maggio 1945 fu fatto prigioniero in Austria dagli americani e fu trattenuto fino al 1948. Tornò dalla sua famiglia a Braunschweig e riprese a lavorare come ebanista. Nell'aprile 1960 l'ufficio del procuratore di Francoforte emise un mandato di arresto che fu eseguito a settembre dopo che era stato determinato il luogo in cui si trovava Klehr.
Il 19 agosto 1965, il tribunale lo condannò per omicidio in almeno 475 casi, assistenza nell'omicidio congiunto di almeno 2730 casi e lo condannò all'ergastolo con ulteriori 15 anni. Il testimone Glowacki ha testimoniato in tribunale che Klehr ha ucciso le donne sopravvissute al massacro dopo la presunta rivolta al sottocampo femminile di Budy mediante iniezione di fenolo.
Mentre era in prigione, Klehr è stato intervistato dal giornalista e regista Ebbo Demant. Quando Demant ha sollevato la negazione dell'Olocausto, Klehr ha risposto:
(Josef Klehr)
Il 25 gennaio 1988, la pena di Klehr è stata sospesa per inidoneità alla custodia (Vollzugsuntauglichkeit). Il 10 giugno gli fu ordinato di scontare il resto della pena in libertà vigilata. Dopo sette mesi di libertà, morì all'età di 83 anni.